# 周志明
周志明（英語：Chi-Ming Chow）是一位加拿大华裔心脏病学家。

## 生平
16岁获得奖学金前往大西洋书院入读高中，后毕业于布朗大学和麦吉尔大学。目前在多伦多大学医学院任教。